# Paul Sussman
Pour les articles homonymes, voir Sussman.
Paul Sussman, né le 11 juillet 1966 à Beaconsfield et mort le 31 mai 2012 à Londres, est un journaliste, archéologue et écrivain britannique, auteur de roman policier.

## Biographie
Né à Beaconsfield, dans le Buckinghamshire, il passe son enfance à Hampstead. Sa famille déménage à Northwood, dans le borough londonien de Hillingdon, pour lui permettre de fréquenter la Merchant Taylors' School, une institution d'enseignement privée pour garçons. Il s'inscrit ensuite au St John's College de l'université de Cambridge. 
Devenu archéologue, il participe à des fouilles en Égypte, notamment au Projet Amarna Royal Tombs dans la vallée des rois. Cette expérience lui sert d'inspiration quand il se lance, en 2002, dans le roman policier avec la publication de L’Armée des sables (The Lost Army of Cambyses), premier enquête de Youssouf Khalifa, inspecteur de police à Louxor.
Paul Sussman meurt subitement d'une rupture d'anévrisme en mai 2012.

## Œuvre

### Romans policiers

#### SérieInspecteur Youssouf Khalifa
1. L’Armée des sables, Presses de la Cité, 2004 (The Lost Army of Cambyses, 2002), trad. Jacques Martinache, 647 p.  (ISBN 2-258-05791-4)
2. Le Secret du temple, Presses de la Cité, 2005 (The Last Secret of the Temple, 2005), trad. Christian Molinier, 479 p.  (ISBN 2-258-06698-0)
3. Le Labyrinthe d’Osiris, Presses de la Cité, 2013 (The Labyrinth of Osiris, 2012), trad. Santiago Artozqui, 493 p.  (ISBN 978-2-258-10321-4)

#### Autres romans policiers
- L’Oasis secrète, Presses de la Cité, 2010 (The Hidden Oasis, 2009), trad. Thierry Piélat, 493 p.  (ISBN 978-2-258-08198-7)
- The Final Testimony of Raphael Ignatius Phoenix (2014)[3], publication posthume

### Autres publications
- The Ultimate Encyclopaedia of the Movies (1994) (Contribution)
- Death by Spaghetti...: Bizarre, Baffling and Bonkers True: Stories from In The News (1996)